# О’Бара, Эдуарда
Эдуарда О’Бара (англ. Edwarda O'Bara, 27 марта 1953, Джонстаун — 21 ноября 2012, Майами-Гарденс) — американка, ставшая известной тем, что провела большую часть своей жизни — 42 года — в состоянии комы, дольше чем любой другой пациент в истории медицины. Эдуарда впала в диабетическую кому на фоне пневмонии в возрасте 16 лет.

## Биография

### Семья
Отец Эдуарды, Джо О’Бара, был полузащитником в команде Питтсбургского университета в 1952 году, а также чемпионом Военно-морских сил США по боксу в среднем весе. . В юности Эдуарда мечтала стать педиатром.

### Болезнь
20 декабря 1969 года у Эдуарды была диагностирована пневмония, её состояние непрерывно ухудшалось в течение двух недель, и её пришлось госпитализировать. По словам членов её семьи, в 3 часа ночи 3 января 1970 года Эдуарда «проснулась в ознобе, испытывая страшную боль, так как инсулин, который она принимала перорально, не достигал кровеносной системы» Эта дата была значима для её родителей, так как совпала с 22-й годовщиной их свадьбы.
Вскоре Эдуарда впала в диабетическую кому, перед этим успев попросить свою мать Кэтрин никогда не оставлять её. Кэтрин О’Бара пообещала дочери, что никогда её не покинет, что бы ни случилось. Кэтрин постоянно была рядом с дочерью: кормила её через зонд, ухаживала за ней, каждые два часа переворачивала её, чтобы не образовались пролежни. Также она разговаривала с Эдуардой, читала ей вслух, включала музыку. Джо также бросил работу, чтобы ухаживать за больной дочерью.
Когда стало ясно, что надежды на выход из комы у Эдуарды практически нет и для поддержания её жизни нужно оплачивать огромные счета, Джо стал работать на трёх работах. В 1972 году он перенёс сердечный приступ и умер в 1976, в возрасте 50 лет. К 2007 году долги семьи составили 200 000 долларов. Кэтрин умерла в 2008 году, в возрасте 81 года. Она сдержала обещание, до конца своих дней ухаживая за Эдуардой. После смерти Кэтрин о больной продолжала заботиться сестра Эдуарды, Колин.

### Смерть
Эдуарда О’Бара умерла 21 ноября 2012 года в своем доме в Майами-Гарденс в возрасте 59 лет.
За те годы, что она провела в коме, дом семьи О’Бара посетили тысячи людей со всего мира, вдохновлённые стойкостью Кэтрин О’Бара и её любовью к своей дочери. Это стало походить на паломничество, даже были слухи об исцелениях прикоснувшихся к Эдуарде. Кэтрин уверяла, что ей в видениях являлась Дева Мария, писала письма папе римскому Иоанну Павлу II. На стене комнаты Эдуарды она прикрепила цитату из ответного письма: «Там, где великая любовь, совершаются великие чудеса».
Среди посетивших дом О’Бара были многие известные личности: Билл Клинтон, губернатор Флориды Джеб Буш, певец Нил Даймонд и другие. Уэйн Дайер написал книгу «Обещание есть обещание» о безграничной любви Кэтрин.